# Royal Air Force Coastal Command
La Royal Air Force Coastal Command (o anche RAF Coastal Command o semplicemente Coastal Command) era un reparto all'interno della Royal Air Force per il controllo dal cielo delle coste del Regno Unito.

## Storia
Il Comando costiero della Royal Air Force venne costituito nel 1936,  per le operazioni di controllo aeromarittimo delle coste della Royal Air Force, dopo il trasferimento della Fleet Air Arm alla Royal Navy nel 1937.
La sede del Royal Air Force Coastal Command è stata a partire dal 1939 Eastbury, località nel distretto di Three Rivers nella contea dell'Hertfordshire, adiacente al sobborgo della Greater London di Northwood, nella tenuta di Eastbury Park, che venne rilevata dalla Royal Air Force nel 1938 creando anche una rete di bunker sotterranei e blocchi operativi, utilizzando principalmente la struttura come mensa ufficiali, nonostante i danneggiamenti causati da un incendio.
Nel corso della seconda guerra mondiale venne impiegato per difendere il Regno Unito dalla minaccia delle unità navali della Kriegsmarine tedesca e contrastare l'azione degli U-Boot dal cielo.
Dal gennaio 1944 il comando venne assunto dall'Air Chief Marshal Lord Douglas di Kirtleside uno dei due ufficiali nella storia della Royal Air Force, esclusi gli appartenenti alla famiglia reale ad aver avuto il titolo di Maresciallo della Royal Air Force senza essere stato al comando dell'aeronautica militare britannica.
Nel periodo che ha seguito la fine della seconda guerra mondiale il Royal Air Force Coastal Command si era trovato con scarse risorse, con un rapido declino del comando costiero con lo scioglimento di molte unità da combattimento e la riduzione degli stormi (inglese: Wings) di Bristol Beaufighter e de Havilland Mosquito. Il comando manteneva ancora buone capacità di ricognizione e di ricerca e soccorso, ma con una forte riduzione delle sue capacità nella lotta antisommergibile.
Dopo la seconda guerra mondiale, con la guerra fredda, le attività del Royal Air Force Coastal Command vennero riorientate alla minaccia rappresentata dalle forze del Patto di Varsavia.
per far fronte alla nuova minaccia, rappresentata principalmente dai sottomarini della Marina sovietica ha ricevuto dagli Stati Uniti aerei Lockheed P2V Neptune, un bimotore turboelica statunitense per il pattugliamento marittimo e la lotta antisommergibile progettato dalla Lockheed per la United States Navy negli anni quaranta; Sono stati utilizzati anche aerei Lancaster MR3 e a partire dai primi anni cinquanta il Comando Costiero iniziò di nuovo a incrementare le proprie capacità operativei, con la fornitura del bombardiere e ricognitore marittimo a lungo raggio Shackleton.
Nel 1969 il Royal Air Force Coastal Command venne sciolto, per essere  inglobato, insieme al Bomber Command, nel RAF Strike Command, lasciando la sede di Eastbury Park rimasta alla Royal Navy e dove attualmente c'è la sede del Quartier generale di Northwood (inglese: Northwood Headquarters) con il quartier generale delle forze armate britanniche e MARCOM, il comando centrale delle forze marittime della NATO.